# Иосиф (архиепископ Вологодский)
Архиепископ Иосиф (ум. 1719) — епископ Русской православной церкви, архиепископ, епископ Вологодский и Белозерский.

## Биография
Родился в городе Москве.
С июня 1702 года — архимандрит Московского Знаменского монастыря.
17 октября 1708 года рукополжен во епископа Вологодского и Белозерского.
В 1715 году совершил поездку в Кириллов монастырь для переложения мощей преподобного Кирилла Новоезерского в новую раку. Во время поездки сильно заболел.
18 января 1716 (по другим данным 29 ноября 1715) года удалился на покой в Московский Богоявленский монастырь, где скончался в 1719 году. Там же и погребён.